# Vanessa angustifasciata
Vanessa angustifasciata är en fjärilsart som beskrevs av Barend J. Lempke 1956. Vanessa angustifasciata ingår i släktet Vanessa och familjen praktfjärilar. Inga underarter finns listade i Catalogue of Life.